# Perarella schneideri
Perarella schneideri är en nässeldjursart som först beskrevs av Motz-Kossowska 1905.  Perarella schneideri ingår i släktet Perarella och familjen Cytaeididae. Inga underarter finns listade i Catalogue of Life.